# Rytířská akademie v Lehnici
Rytířská akademie v Lehnici (německy: Kaiserliche Ritterakademie zu Liegnitz) byla mužská střední škola v Lehnici, která existovala v letech 1730 až 1945.

## Historie
Bezdětný kníže Jiří Rudolf z Lehnice (1595-1653) ve své závěti z roku 1646 odkázal značné finanční prostředky na zřízení školy pro šlechtické chlapce – protestanty ze Slezska, kterou měla spravovat tehdejší panovnická kalvínská kapitula sv. Jana, a která měla se jmenovat Johannisstiftung – Nadace sv. Jana. Myšlenka prince se nenaplnila ještě 22 let po jeho smrti, protože na trůně se vystřídali různí a krátce panující představitelé slezské dynastie Piastovců, dokud nezanikla smrtí posledního vládnoucího Piastovce Jiřího Viléma v roce 1675.
Tuto situaci využili extrémně katoličtí Habsburkové, kteří již panovali na českém trůně, a kteří po vymření Piastovců přebrali Lehnické knížectví jako léno.[zdroj⁠?!]
Okamžitě zahájili rekatolizaci na Slezsku, kde do té doby převládala náboženská tolerance, a většina poddaných byli protestanti. Kostel sv. Jana byl předán jezuitům, kteří ho přeměnili na katolický chrám, a prostředky určené pro vznik akademie byly zkonfiskovány císařskou pokladnicí.
Teprve mír v Altranstädtu (1706) přinutil Habsburky vrátit nesprávně přebrané prostředky. V Lehnici byla zřízena nová šlechtická škola, Rytířská akademie, kde však na rozdíl od záměrů zakladatele Jiřího Rudolfa z Lehnice mohli studovat zároveň protestanti, tak i katolíci.
Reformátorem Rytířské akademie byl pruský ministr školství Karl von Zedlitz, v letech 1788–1789 ředitel školy. V roce 1811 bylo umožněno studovat i mladým lidem nešlechtického původu, a v roce 1901 byla přeměněna na státní střední školu, která existovala až do roku 1945, a kterou podle tradice absolvovalo mnoho studentů ze šlechtických rodin v Pruském království. Jedním ze zdejších profesorů ve druhé polovině roku 19. století byl malíř Theodor Blätterbauer.

## Budova akademie
Monumentální budova akademie, jedna z největších památek rakouského baroka v dnešním Polsku, byla postavena v letech 1726–1738 podle plánů vídeňského architekta Josefa Emanuela Fischera von Erlach a nebyla zbourána během druhé světové války. Byla systematicky devastována po roce 1945, kdy sloužila jako jedno z mnoha sídel pro sovětské vojáky v Lehnici a okolí. Teprve v roce 1978 ji předala sovětská strana polské straně. Renovace Rytířské akademie oficiálně skončila na konci března 2016.

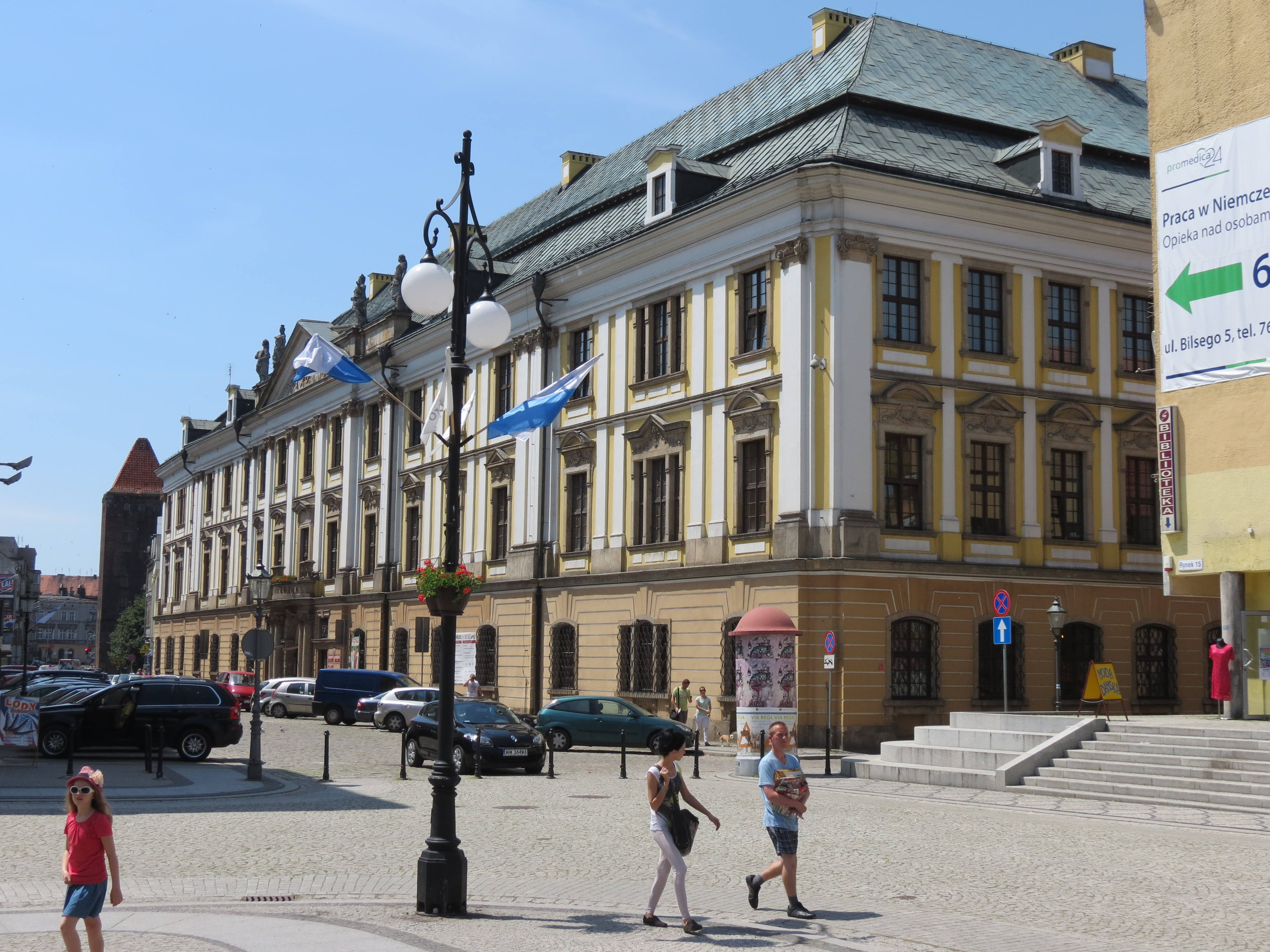
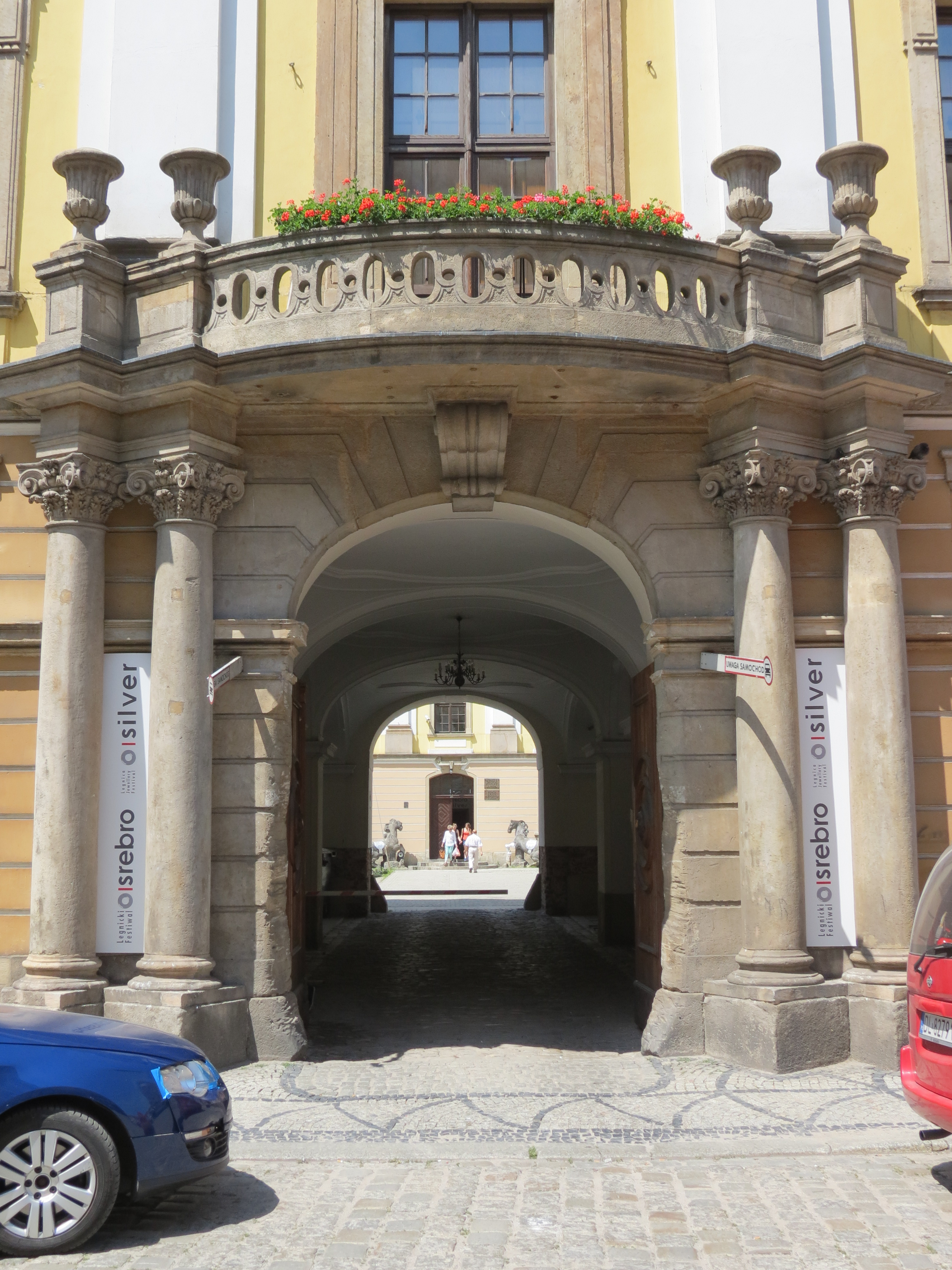
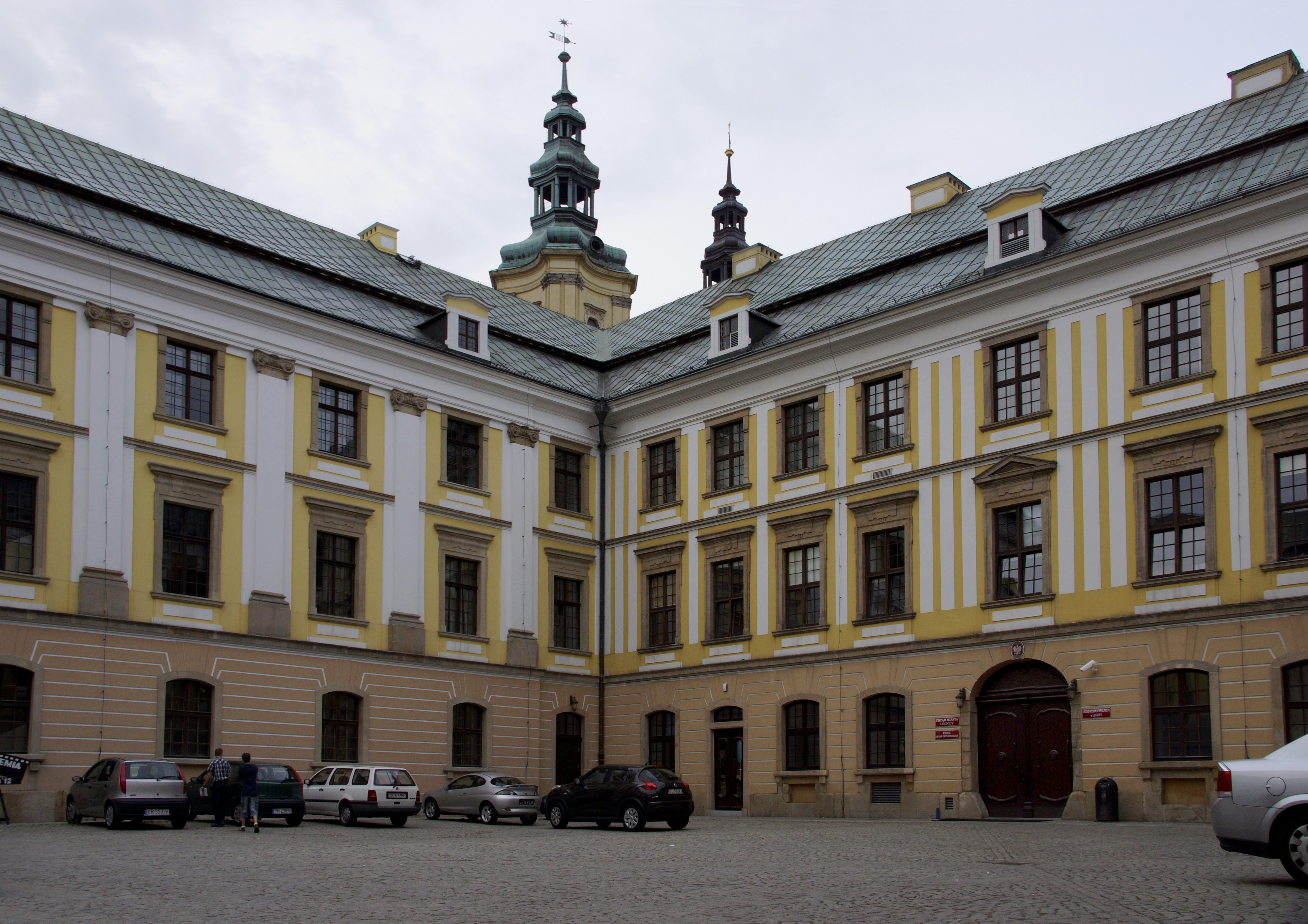
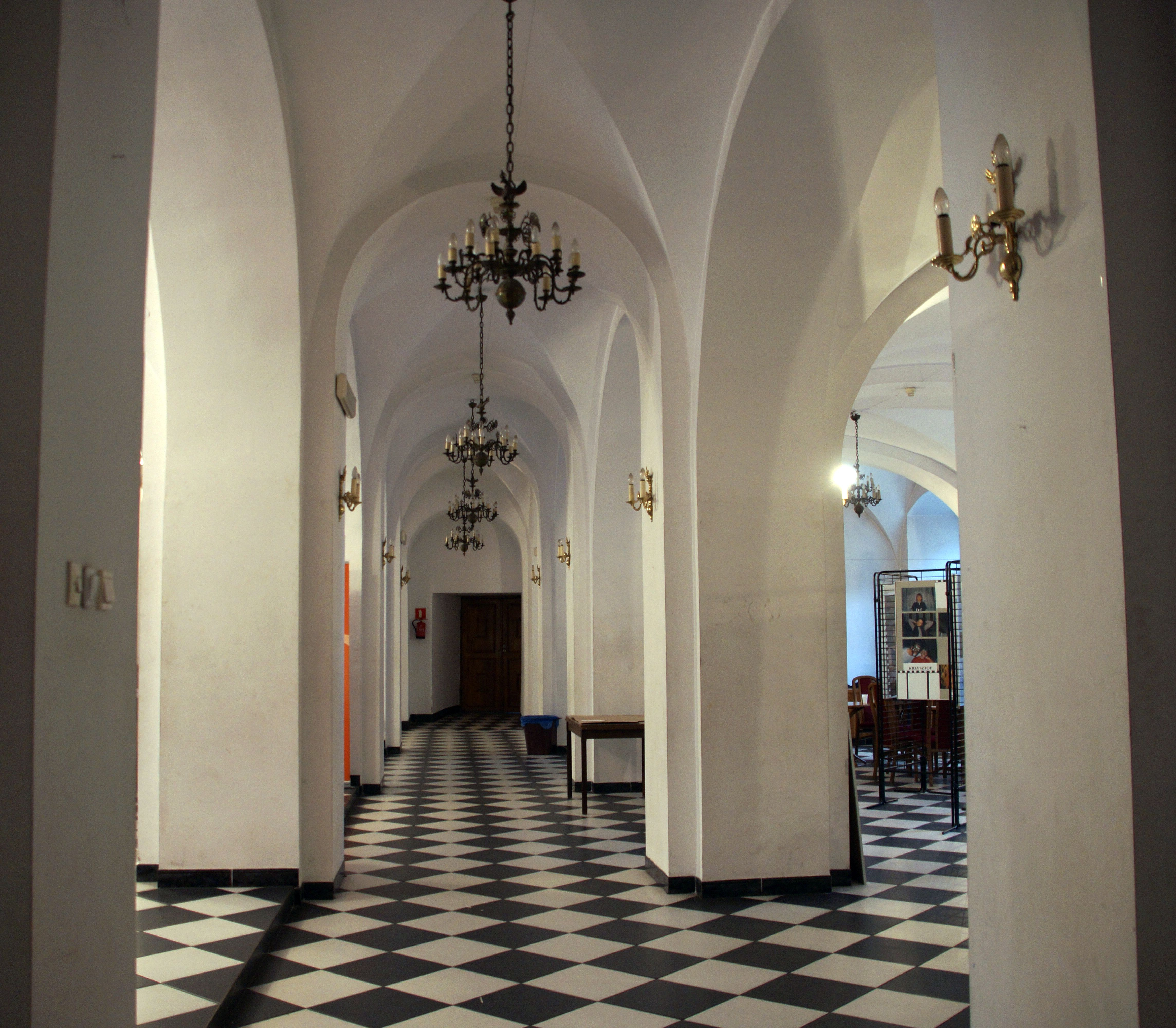